# Antonio Campiglio
Antonio Campiglio (Tradate, 11 gennaio 1960) è un ex cestista italiano.

## Carriera
In Serie A ha vestito la maglia di Varese, con la quale ha vinto il campionato 1976-1977, il campionato 1977-1978 e la Coppa delle Coppe 1979-80.
Ha militato nella Dinamo Sassari nelle stagioni  1980/81 1988/89 e 1989/90 ( ultima delle quali in A2)in Serie A2
Ha militato nella Viola Reggio Calabria nelle stagioni 1981/2, 1982/83 e 1983/84 (ultima delle quali in serie A2).
Ha inoltre indossato la maglia della Petrarca Padova in serie B nella stagione 1985 / 86, del Basket Campobasso in serie B nella stagione 1984/85 e 1986/87, e del Basket Cefalù in serie B2 nella stagione 1987 / 88

## Palmarès
- Campionato italiano: 2

Pall. Varese: 1976-77, 1977-78
- Coppa delle Coppe: 1

Pall. Varese: 1979-80